# Morón
Morón je mesto v argentinski provinci Buenos Aires, Kraj leži 20 km zahodno od mesta Buenos Aires. Znano je, da živi ravno v tej provinci največ slovenskih potomcev.